# Babilon
Babilon [Bábilon] je bilo najpomembnejše kraljestvo v antični Mezopotamiji od 18-6. st. pr. n. št. Mesto je bilo zgrajeno na obrežju reke Evfrat in je bilo enakomerno poseljeno na obeh straneh reke, ki se je ponašala z visokimi protipoplavnimi nasipi. Babilon je po izvoru bil majhno akadsko mestece iz obdobja Akadskega kraljestva, okoli leta 2300 pr. n. št.
V 19. st. pr. n. št., z vzponom prve babilonske dinastije, je mesto postalo del majhne neodvisne mestne države. Po tem, ko je v 18. st. pr. n. št. kralj Hamurabi ustvaril majhno kraljestvo, ga kasneje dogradil v veliko mesto, kjer se je sam razglasil za kralja, je južni del Mezopotamije postal znan kot Babilonija, kraljevska prestolnica pa je postalo mesto Nipur. Kraljestvo je pod vodstvom Hamurabijevega sina počasi propadalo, zato se je Babilon znašel v primežu Kasitov, Asircev in Elamitov. Propadlo mesto so Asirci obnovili, in tako je Babilon kratkotrajno postal prestolnica novega babilonskega cesarstvo od leta 609 do 539 pr. n. št. 
Ocenjuje se, da je bil Babilon največje mesto na svetu ok. 1770 – ok. 1670 pr. n. št. in ponovno ok. 612 – ok. 320 pr. n. št. Bilo je morda prvo mesto, ki je doseglo število prebivalcev nad 200.000. Ocene za največji obseg njegovega območja se gibljejo od 890 do 900 ha. Glavni viri informacij o Babilonu – izkopavanje samega najdišča, omembe v klinopisnih besedilih, najdenih drugod po Mezopotamiji, omembe v Svetem pismu, opisi v drugih klasičnih spisih, zlasti pri Herodotu, in opisi iz druge roke, ki navajajo delo Ktezija in Berosusa — predstavljajo nepopolno in včasih protislovno sliko starodavnega mesta, celo na njegovem vrhuncu v 6. stoletju pr. n. št..
UNESCO je leta 2019 Babilon uvrstil na seznam svetovne dediščine. Mesto vsako leto obišče na tisoče obiskovalcev, od katerih so skoraj vsi Iračani. Gradnja se hitro povečuje, kar je povzročilo posege v ruševine.
Babilonu so pripisovali babilonske viseče vrtove. Leta 2013 je zgodovinarka Stephanie Dalley dokazala, da so bili ti vrtovi v Ninivah, ki so bile 500 km severneje.
Iz Svetega pisma je poznan Babilonski stolp.

## Ime in etimologija
Starogrška oblika imena (Βαβυλών: Babylṓn je izpeljanka iz avtohtonega (babilonskega) Bābilim, kar pomeni 'vrata boga(-ov)'. Babilonsko ime, ki je bilo v uporabi v 1. stoletju pr. n. št., se je po psevdoetimologiji spremenilo od predhodnega Babilli v zgodnjem 2. stoletju pr. n. št., in je pomenilo 'božja vrata' ali 'božji portal' (bāb-ili).:121 Klinopis je bil 𒆍𒀭𒊏𒆠 (KÁ.DIG̃IR.RAKI). To bi ustrezalo sumerskemu izrazu Kan dig̃irak. Znak 𒆍 (KÁ) je logogram za "vrata", 𒀭 (DIG̃IR) pomeni 'bog', 𒊏 (RA) pa predstavlja kodo besede dig̃ir (-r), ki ji sledi genitivna pripona -ak. Končni 𒆠 (KI) je določilo, ki nakazuje, da je treba prejšnje znake razumeti kot ime kraja.
Zgodnejše ime Babilla je verjetno priredba iz nesemitskega vira neznanega izvora ali pomena.:2
V hebrejskem Svetem pismu se ime mesta pojavi kot בבל: Babel; tibersko בָּבֶל: Bāvel; sirsko ܒܒܠ| Bāwēl), kar je v Genezi (1Mz 11,9) tolmačeno kot (jezikovna) zmeda, iz glagola בלבל: bilbél - zmešati. To se je ohranilo tudi v sodobnem jeziku, saj je babilon kar ekspresivna sopomenka za velik nered, zmešnjavo.

## Zgodovina
Najzgodnejša znana omemba Babilona kot majhnega mesta se pojavi na glineni tablici iz obdobja vladavine Šar-Kali-Šarija (2217–2193 pr. n. št.) Akadskega kraljestva. Omembe mesta Babilon lahko najdemo v akadski in sumerski literaturi iz poznega 3. tisočletja pr. n. št. Ena najzgodnejših je plošča, ki opisuje, kako je akadski kralj Šar-kali-Šari v Babilonu postavil temelje novim templjem za Annūnı̄tum in Ilaba. Babilon se pojavlja tudi v upravnih zapisih tretje dinastije Ur, ki je pobirala plačila davka v naravi in imenovala ensija za lokalnega guvernerja.
Tako imenovana Weidnerjeva Babilonska kronika (znana tudi kot ABC 19) navaja, da je Sargon Akadski, ok. 23. stoletje pred našim štetjem v kratki kronologiji zgradil Babilon 'pred Akadom' (ABC 19:51). Kasnejša kronika navaja, da je Sargon »izkopal umazanijo Babilonskega brezna in naredil dvojnik Babilonu poleg Akada« (ABC 20:18–19). Van de Mieroop je predlagal, da se ti viri morda nanašajo na veliko poznejšega asirskega kralja Sargona II. iz Neoasirskega cesarstva, ne pa na Sargona Akadskega.
Ktezij, ki ga je citiral Diodor Sicilski v Chronographia Georgea Syncellusa, je trdil, da ima dostop do rokopisov iz babilonskih arhivov, ki datirajo ustanovitev Babilona v leto 2286 pr. n. št., pod vladavino njegovega prvega kralja Belusa. A similar figure is found in the writings of Berossus, who, according to Pliny, Podoben zapis najdemo v spisih Berosusa, ki je po Pliniju izjavil, da so se astronomska opazovanja začela v Babilonu 490 let pred grško dobo Foroneja, kar kaže na 2243 pr. n. št. Štefan iz Bizanca je zapisal, da je bil Babilon zgrajen 1002 leti pred datumom, ki ga je Helanik z Lezbosa navedel za obleganje Troje (1229 pr. n. št.), kar bi datiralo ustanovitev Babilona v leto 2231 pr. n. št.. Vsi ti datumi postavljajo ustanovitev Babilona v 23. stoletje pr. n. št. Vendar ni bilo ugotovljeno, da bi klinopisni zapisi ustrezali tem klasičnim, postklinopisnim zapisom.
Moč in prebivalstvo sta padala naslednjih nekaj stoletij, in mesto je bilo precej nepomembno vse dokler ni postalo glavno mesto Hamurabijevega cesarstva v 18. stoletju pr. n. št. Od tedaj dalje je bilo mesto glavno mesto Babilonije, čeprav se je v času vladavine Kasitov imenovalo Karanduniaš.
Mesto je ležalo ob reki Evfrat oziroma ga je reka delila na pol, ob njej pa so bili strmi nasipi, ki so zadrževali sezonske poplave. V naslednjih letih je Babilon rastel tako po velikosti kot razkošju. Postal je podložen Asiriji. Mesto se je uprlo asirski vladavini v času Mušezib-Marduka in ponovno v času Šamaš-šum-ukina. Obakrat so ga Asirci oblegali in ponovno osvojili, najprej Sanherib in drugič Asurbanipal.
Tekom vladavine Sanheriba se je Babilon neprestano upiral. Upori so bili zadušeni šele, ko je leta 689 pr. n. št. Sanherib naredil kompletno destrukcijo mesta. Vsi zidovi, palače in templji so bili uničeni, ostanki pa vrženi v kanal Arakhtu. Ta dogodek je razburil versko zavest Mezopotamije, kar je imelo verjetno za posledico uboj Sanheriba nedolgo zatem. Njegov naslednik Esarhadon je takoj obnovil staro mesto in se v njem okronal ter v njem tudi del leta živel. Po njegovi smrti je bila Babilonija dana njegovemu najstarejšemu sinu Šamaš-šum-ukinu, ki je kasneje vodil upor proti bratu Asurbanipalu Asirskemu.
Še enkrat se je Babilon znašel pod obleganjem Asircev. Asurbanipal je hitro osvojil mesto, vendar se je po padcu Ninive 612 pr. n. št., Babilon osvobodil od asirske oblasti in postal glavno mesto Novobabilonskega cesarstva. 605 pr. n. št. Babilonci zmagajo nad Egipčani v bitki pri Karkemišu, porušijo Jeruzalem in zajete Jude preselijo v Babilon. V času te neodvisnosti pod Nabopolasarjem se je začelo novo obdobje arhitektonskih del, njegov sin Nebukadnezar II. pa je iz mesta naredil čudo antičnega sveta. Nebukadnezar II. je zgradil Ištarina vrata, obnovil tempeljski kompleks Etemenanki in zgradil viseče vrtove Babilona (eno od sedem svetovnih čudes).
Leta 539 pr. n. št. Babilon z vojaškim spopadom, znanim kot bitka pri Opisu, osvoji Kir Veliki, kralj Ahemenidskega cesarstva. Babilonsko obzidje je veljalo za neprebojno. Edina pot v mesto je bila skozi ena od številnih vrat ali skozi reko Evfrat. Kovinske rešetke so bile nameščene pod vodo, kar je omogočilo, da reka teče skozi mestno obzidje, hkrati pa preprečila vdor. Perzijci so skovali načrt za vstop v mesto preko reke. Med babilonskim narodnim praznikom so Kirove čete gorvodno preusmerile reko Evfrat in tako omogočile Kirovim vojakom, da so vstopili v mesto skozi znižano vodo. Perzijska vojska je osvojila obrobna območja mesta, medtem ko večina Babiloncev v središču mesta ni vedela za kršitev. Pripoved je podrobneje obdelal Herodot in je omenjen v delih hebrejske Biblije.
Glede na 2. kroniko 36 Hebrejske biblije je Kir pozneje izdal odlok, ki je ujetnikom, vključno z Judi, dovolil, da se vrnejo v svoje dežele. Besedilo, najdeno na Kirovem valju, so biblični učenjaki tradicionalno razumeli kot potrjujoč dokaz te politike. Pod vladavino Kira Velikega in kasneje Dareja Velikega, je Babilon postal glavno mesto 9. satrapije, pa tudi središče učenja in znanstvenega napredka. Babilonski znanstveniki so izdelali zvezdne karte in postavili temelje moderne astronomije in matematike. Zgodnji perzijski kralji so poskušali ohraniti verske obrede Marduka, ki je bil najpomembnejši bog, toda do vladavine Dareja III. so previsoki davki in pritisk številnih vojn povzročili propadanje glavnih babilonskih svetišč in kanalov ter destabilizacijo okolice. Bilo je veliko poskusov upora in leta 522 pr. n. št. (Nebukadnezar III.), 521 pr. n. št. (Nebukadnezar IV.) in 482 pr. n. št. (Bel-šimani in Šamaš-eriba) so domači babilonski kralji za kratek čas ponovno pridobili neodvisnost. Vendar so bili ti upori hitro zatrti in Babilon je ostal pod perzijsko oblastjo dve stoletji, vse do vstopa Aleksandra Velikega leta 331 pr. n. št.
Leta 331 pr. n. št. perzijski kralj Darej III. doživi poraz od makedonskega vladarja Aleksandra Velikega v bitki pri Gavgamelah. V oktobru istega leta Aleksander osvoji Babilon. Pod njegovim vladanjem Babilon ponovno prosperira kot središče znanja in trgovine. Vendar pa je bil po Aleksandrovi smrti leta 323 pr. n. št. v Nebukadnezarjevi palači njegov imperij razdeljen med njegove generale, diadohe, in kmalu so se začela desetletja spopadov. Babilonu je nekoliko upadel pomen, vendar je ostal aktiven v tem obdobju.
Pod Partskim in Sasanidskim cesarstvom je Babilon (tako kot Asirija) postal provinca teh Perzijskih imperijev za devet stoletij, vse do leta 650 našega štetja. Čeprav ga je leta 116 našega štetja za kratek čas zavzel Trajan in postal del novo osvojene province Mezopotamije se je njegov naslednik Hadrijan odpovedal svojim osvajanjem vzhodno od reke Evfrat, ki je ponovno postala vzhodna meja Rimskega cesarstva.
Vendar je Babilon ohranil svojo lastno kulturo in ljudi, ki so govorili različne aramejske jezike in so svojo domovino še naprej imenovali Babilon. Primere njihove kulture najdemo v babilonskem Talmudu, gnostični mandejski veri, krščanstvu vzhodnega obreda in veri filozofa Manija. Krščanstvo je bilo uvedeno v Mezopotamijo v 1. in 2. stoletju našega štetja, Babilon pa je bil sedež škofa Vzhodne cerkve vse do arabsko/islamskega osvajanja. Kovanci iz partskega, sasanidskega in arabskega obdobja, izkopani v Babilonu, dokazujejo kontinuiteto tamkajšnje poselitve.
Sredi 7. stoletja je Mezopotamijo osvojil in naselil razširjajoči se muslimanski imperij, sledilo je obdobje islamizacije. Babilon je bil razpuščen kot provinca, aramejščina in cerkev vzhodnega krščanstva pa sta sčasoma postali marginalizirani. Ibn Havkal (10. stoletje) in arabski učenjak Al Hvarizmi (13. stoletje) opisujeta Babilon (Babil) kot majhno vas. Slednji je opisal vodnjak, imenovan »Danielova ječa«, ki so ga kristjani in Judje obiskovali med prazniki. Grobno svetišče Amrana ibn Alija so obiskovali muslimani.
Po srednjeveških arabskih spisih je bil Babilon priljubljeno mesto za pridobivanje opeke, ki so jo uporabljali za gradnjo mest od Bagdada do Basre.
Evropski popotniki v mnogih primerih niso mogli odkriti lokacije mesta ali pa so zanjo zamenjali Faludžo. Benjamin iz Tudele, popotnik iz 12. stoletja, omenja Babilon, vendar ni jasno, ali je šel tja. Drugi so Bagdad imenovali Babilon ali Novi Babilon in opisali različne strukture, ki so jih našli v regiji, kot Babilonski stolp. Pietro della Valle je v 17. stoletju odpotoval v vas Babil v Babilonu in opazil obstoj tako pečenih kot posušenih blatnih opek, cementiranih z bitumnom.
V 18. stoletju je bil vedno večji tok popotnikov v Babilon, vključno s Carstenom Niebuhrom in Pierre-Josephom de Beauchampom, pa tudi meritve njegove zemljepisne širine. Beauchampovi spomini, objavljeni v angleškem prevodu leta 1792, so vzpodbudili Britansko vzhodnoindijsko družbo, da je naročila svojim agentom v Bagdadu in Basri, naj pridobijo mezopotamske relikvije za pošiljanje v London.
Do leta 1905 je bilo v Babilonu več vasi, ena od njih je bila Kvareš s približno 200 gospodinjstvi znotraj meja starodavnega notranjega mestnega obzidja. Vas je rasla zaradi potrebe po delavcih med izkopavanji Nemškega orientalskega društva med leti 1899-1917.

### Sedanjost
Maja 2009 je pokrajinska vlada mesta Babil ponovno odprla za turiste. Leta 2017 ga je obiskalo več kot 35.000 ljudi. Naftovod teče skozi zunanje obzidje mesta. Julija 2019 je bilo mesto Babilon vpisano na Unescov seznam svetovne dediščine.
Na tisoče ljudi prebiva v Babilonu znotraj oboda starodavnega zunanjega mestnega obzidja, skupnosti v njih in okoli njih pa se »hitro razvijajo iz strnjenih, gostih naselbin v razpršena predmestja kljub zakonom, ki omejujejo gradnje«. Sodobne vasi vključujejo Zwair West, Sindžar Village, Qwaresh in Al-Jimjmah, med katerimi sta prvi dve ekonomsko v boljšem položaju. Večina prebivalcev je v glavnem odvisna od dnevne plače ali imajo vladne službe v Al-Hillahu. Nekateri gojijo datlje, agrume, fige, krmo za živino in omejene pridelke, čeprav samo dohodek od zemlje ne zadošča za preživetje družine. Tako šiitski kot sunitski muslimani živijo v vasi Sindžar z mošejami za obe skupini.
Državni odbor za starine in dediščino (SBAH) je glavni organ, odgovoren za ohranjanje arheološkega najdišča. Pomaga jim policija za antiko in dediščino, ki sta tam stalno prisotna. Svetovni sklad za spomenike se ukvarja z raziskavami in ohranjanjem. Sedež deželnega inšpektorata SBAH se nahaja v mejah starodavnega notranjega mestnega obzidja na vzhodni strani. Več uslužbencev in njihovih družin prebiva v subvencioniranih stanovanjih na tem območju.

## Arheologija
Najdišče pokriva površino približno 1000 hektarjev, s približno 450 hektarji znotraj več kilometrov dolgega mestnega obzidja, ki vsebuje številne gomile, med katerimi so najbolj vidne Kasr, Merkes (13 metrov nad ravnino), Homera, Išin-Asvad , Sahn, Amran in Babil. Približno ga prepolovi Šat Al-Hilah, krak reke Evfrat, ki se je od antičnih časov nekoliko premaknil. Lokacija je ležala ob reki Evfrat na zahodu, ostanki starodavnega mestnega obzidja pa drugače. Prvotno je Evfrat mesto približno razpolavljal, vendar pa je reka od takrat preusmerila svoj tok tako, da je zdaj precej ostalin na nekdanjem zahodnem delu mesta poplavljeno. Prav tako ostajajo nekateri deli obzidja zahodno od današnje reke. Lokalna podzemna voda se je dvignila, kar otežuje izkopavanje nižjih nivojev. Pred veliko uporabo žgane opeke v času vladavine novobabilonskega vladarja Nebukadnezarja II. (605-562 pr. n. št.) je bila gradnja v Babilonu predvsem iz nežgane opeke, občasno pa so uporabljali žgano opeko ali bitumen. Več lokacij gomil je bolj vidnih in pomenijo:
- Kasr - imenovan tudi Palača ali Grad. To je mesto novobabilonskega zigurata Etemenanki od Nabopolasarja in kasneje Nebukadnezarja II.. Leži v središču najdišča in se dviga do 19 metrov nad ravnino.
- Amran Ibn Ali - približno 22 metrov visoko in na južnem delu mesta. To je kraj Esagile, Mardukovega templja, ki je vseboval tudi svetišči bogov Ea in Nabu.
- Homera - rdečkasto obarvana kup na zahodni strani predstavlja večino helenističnih ostankov. Večina ostankov zigurata Etemenanki je bila zložena tukaj, ko ga je leta 331 pr. n. št. porušil Aleksander Veliki.[26]
- Babil - v severnem delu mesta, približno 22 metrov visok kup. To je bilo v veliki meri predmet ropanja opek od antičnih časov. V njej je bila palača, ki jo je zgradil Nebukadnezar.

Kasnejša izkopavanja, plenjenja in rekonstrukcije so zmanjšale te prvotne višine, ki so jih našli nemški bagri.

### Izkopavanja
Na žalost iz najstarejših obdobij nastanka mesta ni bilo skoraj nič ohranjenega. Najprej je vodostaj reke v regiji močno narasel skozi stoletja in artefakti iz časa pred Novobabilonskim cesarstvom niso na voljo po sedanjih standardnih arheoloških metodah. Novobabilonci so izvedli velike projekte obnove v mestu, kar je uničilo ali zakrilo veliko prejšnjih gradenj. In ne nazadnje, velik del zahodne polovice mesta je sedaj v reki Evfrat. Babilon je bil tudi večkrat opuščen, predvsem v času Hetitov in Elamitov v 2. tisočletju, nato pa ga še v Novoasirskem cesarstvu in Ahemenidskem cesarstvu v 1. tisočletju, po tem ko so Babilonci uprli. Končno, lokacija je bila dolgo predmet kopanja za gradbeni material.
Informacije o Novobabilonskem mestu so na voljo iz arheoloških izkopavanj in iz klasičnih virov. Babilon so opisali, morda celo obiskali, številni klasični zgodovinarji (Ktezij, Herodot, Kvint Kurtij Rufus, Strabon in Kleitarh). Ta poročila so spremenljive natančnosti z vključenimi političnimi komentarji, vendar še vedno zagotavljajo koristne podatke.
Claudius Rich, ki je delal za British East India Company v Bagdadu, je izkopaval Babilon v letih 1811–12 in ponovno leta 1817. Kapitan Robert Mignan je kraj na kratko raziskal leta 1827. Leta 1829 je dokončal zemljevid Babilona, ki vključuje lokacijo več vasi. William Loftus je tam obiskal leta 1849. Austen Henry Layard je opravil nekaj sondiranja med kratkim obiskom leta 1850, preden je zapustil lokacijo.
Fulgence Fresnel, Julius Oppert in Felix Thomas so med letoma 1852 in 1854 obsežno izkopavali Babilon. Velik del njihovega dela je bil izgubljen v katastrofi Qurnah, ko so maja 1855 na reki Tigris potonili transportna ladja in štirje splavi. Prenašali so več kot 200 zabojev z artefakti iz različnih izkopavanj, ko so jih napadli rečni pirati Tigris blizu kraja Kurna. Prizadevanja za izterjavo, s pomočjo osmanskih oblasti in britanske rezidence v Bagdadu, so maja 1856 na ladjo za Le Havre naložili 80 zabojev. Nekaj starin iz Fresnelove misije je prišlo v Francijo. Kasnejša prizadevanja za vrnitev izgubljenih starin s Tigrisa, vključno z japonsko ekspedicijo v letih 1971–72, so bila večinoma neuspešna.
Leta 1854 sta tam na kratko delala Henry Rawlinson in George Smith.[49] Naslednje izkopavanje je izvedel Hormuzd Rassam v imenu Britanskega muzeja. Delo se je začelo leta 1879 in se je nadaljevalo do leta 1882, spodbudilo pa ga je obsežno plenjenje mesta. Pri iskanju artefaktov v industrijskem obsegu je Rassam našel veliko količino klinopisnih ploščic in drugih najdb. Zavzete metode izkopavanja, običajne v tistem času, so povzročile veliko škodo arheološkemu kontekstu.[50][51] Veliko tablic se je pojavilo na trgu leta 1876, preden se je začelo Rassamovo izkopavanje.
Ekipa nemškega orientalskega društva pod vodstvom Roberta Koldeweyja je izvedla prva znanstvena arheološka izkopavanja. Delo je potekalo vsak dan od leta 1899 do 1917. Velika težava za Koldewey je bilo obsežno rudarjenje žgane opeke, ki se je začelo v 19. stoletju in je večinoma izviralo iz časa Nebukadnezarja II. Takrat so potekala izkopavanja za pridobivanje opeke za različne gradbene projekte, vključno z jezom Hindija. Glavna prizadevanja pri izkopavanju so vključevala Mardukov tempelj in procesijsko pot, ki je vodila do njega, pa tudi mestno obzidje.
Artefakte, vključno z deli Ištarinih vrat in stotine najdenih tablic, so poslali v Nemčijo, kjer jih je Koldeweyjev kolega Walter Andrae rekonstruiral v razstave v Vorderasiatisches Museum Berlin. Koldeweyeva odprava je odkrila artefakte iz starobabilonskega obdobja. Te so vključevale 967 glinenih tablic, s 564 tablicami iz srednjega babilonskega obdobja, shranjenih v zasebnih hišah, s sumersko literaturo in leksikalnimi dokumenti. Nemški arheologi so pobegnili pred prihajajočimi britanskimi vojaki leta 1917 in v naslednjih letih je spet veliko predmetov izginilo.
Nadaljnje delo Nemškega arheološkega inštituta sta vodila Heinrich J. Lenzen leta 1956 in Hansjörg Schmid leta 1962, ki sta delala na helenistični, partski, sasanidski in arabski ravni najdišča. Lenzenovo delo je obravnavalo predvsem helenistično gledališče, Schmid pa se je osredotočil na tempeljski zigurat Etemenanki.
Leta 1974 je bil na tem mestu izveden topografski pregled, ki mu je leta 1977 sledil pregled stratigrafskega položaja glavnih spomenikov in ponovna preučitev starodavnih nivojev vode, ki sta ga opravila Torinski center za arheološke raziskave in izkopavanja na Bližnjem vzhodu in v Aziji ter Iraško-italijanski inštitut za arheološke znanosti. Poudarek je bil na razčiščevanju vprašanj, ki so nastala ob ponovnem pregledu starih nemških podatkov. Dodatno delo v letih 1987–1989 je bilo osredotočeno na območje okoli templjev Išara in Ninurta v mestni četrti Šu-Ana v Babilonu.
V Babilonu so potekala številna iraška izkopavanja, prva leta 1938. V letih 1979–1981 so potekala izkopavanja in restavratorska dela v templju Ninmah, templju Ištar in Južni palači. Občasna izkopavanja in restavriranja so se nadaljevala v 1970-ih in 1980-ih.
Med obnovitvenimi prizadevanji v Babilonu je iraška državna organizacija za starine in dediščino izvedla obsežne raziskave, izkopavanja in čiščenje, vendar je bila širša objava teh arheoloških dejavnosti omejena. Večina znanih tablic iz vseh sodobnih izkopavanj ostaja neobjavljenih.

## Rekonstrukcija
Leta 1983 je Sadam Husein začel obnavljati mesto na vrhu starih ruševin, zaradi tega so se lahko artefakti in druge najdbe izgubili. Na eni od plošč v Nebukadnezarjevi imitaciji je vpisano njegovo ime. Pogost napis je: "To sem zgradil Sadam Husein, sin Nebukadnezarja, za poveličanje Iraka". Spominja na zigurat v Uruju, kjer je vsaka posamezna opeka žigosana z "Ur-Nammu, kralj Ura, ki je zgradil tempelj Nanna". Te opeke so postale iskane pri zbirateljih po padcu Huseina, in ruševin niso več obnavljali. Na vhodu v območje najdišč je nameščen tudi velik portret Huseina in Nebukadnezarja in procesijska pot, velik bulvar iz starodavnih kamnov in babilonski levi, črne skulpture stare okoli 2.600 let.
Ko se je končala Zalivska vojna, je Sadam zgradil sodobno palačo, kar čez stare ruševine, v stilu sumerskega zigurata. Imenoval jo je Sadamov grič. V letu 2003 je bil pripravljen, da začne z gradnjo žičnice nad Babilonom; ko se je začela invazija, je ustavila projekt.
Članek objavljen v aprilu 2006 navaja, da imajo uradniki ZN in iraški voditelji načrte za obnovitev Babilona, in ga spremeniti v kulturni center.
Od maja 2009 je deželna vlada Babil ponovno odprla najdišče za turizem.

## Učinki ameriškega vojaškega posega
Ameriške sile pod poveljstvom generala Jamesa T. Conway so zgradile vojaško bazo »Camp Alfa« med drugim objekt za heliport, na starih babilonskih razvalinah po invaziji na Irak leta 2003.
Ameriške sile so zasedle mesto in so povzročile nepopravljivo škodo arheološkemu najdišču. V poročilu Oddelka Near East Britanskega muzeja, je dr. John Curtis opisal, kako so bili deli arheološkega najdišča zravnani za potrebe območja pristajanja za helikopterje in parkirišče za težka vozila. Curtis je zapisal, da so okupacijske sile: »povzročile znatno škodo na Ištarinih vratih, enem od najbolj znanih spomenikov iz antike [...] Vojaška vozila ZDA so zdrobila 2.600 let stare opečne pločnike, arheološki fragmenti so razpršeni po vsem mestu, več kot 12 jarkov je bilo skopanih v starodavnem mestu in z drugimi vojaškimi zemeljskimi deli so onesnažili mesto za prihodnje generacije znanstvenikov [...]. Dodajte na vse, da je škoda povzročena devetim oblikovanim opekam zmajev v Ištarinih vratih, ko so vojaki poskušali odstraniti opeke od stene.«
US Military tiskovni predstavnik je trdil, da so bile inženirske operacije dogovorjene z »vodjo babilonskega muzeja«.
Vodja iraške državne uprave za dediščino in starine, Donny George, je dejal, da bo »nered trajalo desetletja da ga bodo rešili«. Aprila 2006 je polkovnik John Coleman, nekdanji načelnik štaba 1st Marine Expeditionary Force ponudil, da izda opravičilo za škodo, ki jo je povzročilo vojaško osebje pod njegovim poveljstvom. Istočasno pa je trdil, da je prisotnost ZDA odvrnila veliko večjo škodo od drugih ropanj.

## Kulturni pomen
Pred sodobnimi arheološkimi izkopavanji v Mezopotamiji je bil videz Babilona večinoma skrivnost, zahodni umetniki pa so si ga običajno predstavljali kot hibrid med staroegipčansko, klasično grško in sodobno otomansko kulturo.
Zaradi zgodovinskega pomena Babilona in sklicevanj nanj v Svetem pismu je beseda Babilon v različnih jezikih pridobila splošen pomen velikega, živahnega raznolikega mesta. Primeri vključujejo:
- Babylon se v reggae glasbi uporablja kot koncept v sistemu prepričanj Rastafari, ki označuje materialistični kapitalistični svet ali katero koli obliko imperialističnega zla. Verjame se, da si Babilon aktivno prizadeva izkoriščati in zatirati ljudi po svetu, zlasti ljudi afriškega porekla. Rastafarijanci verjamejo, da poskuša Babilon prepovedati kajenje ganje, ker ta sveta rastlina odpira um resnici.[48]
- Babylon 5 – znanstvenofantastična serija, postavljena na futuristično vesoljsko postajo, ki deluje kot trgovska in diplomatska vez med številnimi različnimi kulturami. Številne zgodbe se osredotočajo na temo različnih družb in kultur, ki se združujejo, spoštujejo razlike in se učijo druga od druge, namesto da se prepirajo ali gledajo druga na drugo s predsodki in sumom.
- Babylon A.D. se dogaja v New Yorku, desetletja v prihodnosti.
- Babilonas (litovsko ime za "Babylon") je nepremičninski razvoj v Litvi.
- Babylon je pesem Lady Gage, ki uporablja aluzije na starodavne svetopisemske teme za razpravo o tračih .
- Eternals (2021) je film, ki prikazuje Babilon v njegovem največjem obsegu in prikazano je, da ga večni ščitijo in mu pomagajo pri razvoju.

## Babilon v umetnosti
- Nebukadnezar II. je naročil gradnjo visečih vrtov v Babilonu, da bi zadovoljil svojo soprogo Amytis, René-Antoine Houasse, 1676
- Padec Babilona, mezzotinta Johna Martina, 1831
- Jeruzalemske hčere, ki jokajo ob vodah Babilona, John Martin, 1834
- Aleksander Veliki prejme ključe Babilona, Johann Georg Platzer, ok. 1740
- Figurirana apokalipsa savojskih vojvod – Escorial E Vit.5 – Padec Babilona, 15. stoletje
- Babilonsko obzidje Antonia Tempeste, 1610
- Babilonski stolp Pietra Bruegla starejšega, 1563